# Kronos - Museo della cattedrale di Piacenza
Il museo Kronos della Cattedrale di Piacenza è ospitato nelle sale dell'ex Prevostura, a ridosso dell'edificio sacro, nel cuore della città di Piacenza. Nelle sue sale espone un ricco patrimonio di arte e cultura che spazia dal XII al XX secolo, proveniente dalla cattedrale e da chiese del territorio. Il percorso in museo è arricchito da una suggestiva salita alla Cupola del Guercino, attraverso camminamenti ricavati nel medioevo all'interno dello spessore murario della cattedrale.

## Storia
Il primo museo di arte sacra a Piacenza risale al 1930: accoglieva arredi in deposito da chiese del territorio. L’attuale museo Kronos nasce nel 2015 con l’intento di documentare storia e vita del Duomo e della Diocesi. Dal 2017 un nuovo allestimento ha reso possibile l'unione tra il percorso museale e la salita alla cupola del Guercino.

## Sede
Il museo si trova a pochi passi da Piazza Duomo, dietro la Cattedrale di Piacenza, con accesso dal giardino del civico 7 di via Prevostura.

## Percorso espositivo
Il percorso museale si articola su tre livelli: il piano terra con l’esposizione permanente, il secondo livello dedicato alle esposizioni temporanee e un terzo dedicato al Codice 65 e alla sezione archivistica. Da questo livello ha inizio il percorso di salita alla cupola affrescata da Giovanni Francesco Barbieri detto il Guercino tra il 1626 e il 1627.

### La collezione permanente
Entrando da via Prevostura, superato la libreria e le biglietterie, il visitatore si trova nella sala in cui è esposto il trittico trecentesco di Serafino de' Serafini. Si tratta di un manufatto pittorico su base lignea alquanto singolare: un altarolo portatile di dimensioni ragguardevoli, incentrato sulla vita di Cristo. Segue un video che racconta la storia del complesso episcopale piacentino dal IV secolo fino alla costruzione dell’attuale cattedrale. La Sala delle sculture conserva esempi di opere lignee e in cartapesta: tra queste un San Nicola del valsesiano Giovanni Sceti ed un Angelo custode del fiammingo Jan Geernaert. Proseguendo, la Sala del Tesoro offre una panoramica sugli oggetti sacri in metallo prezioso: emerge tra le opere il bacile in argento eseguito nel 1841, con virtuosismo tecnico, da Gaspare Mola, ricavato dal paliotto voluto dal vescovo Barni nel 1716 per l’altare maggiore. Nella piccola pinacoteca sono conservate preziose pale d’altare, come I diecimila martiri crocifissi di Giovanni Andrea Sirani, la Madonna dello Zitto di Giovanni Battista Tagliasacchi, Morte di san Francesco Saverio di Robert De Longe, il San Gerolamo e l’angelo di Guido Reni in dialogo con un Achrome di Piero Manzoni della collezione Mazzolini (Museo Collezione Mazzolini in Bobbio).

### Le sagrestie superiori
Al secondo livello di visita, alla quota del presbiterio della cattedrale, le sagrestie superiori custodiscono le sezioni dei paramenti e delle esposizioni temporanee. Nella prima sono in mostra i tessuti preziosi, esemplari di manifattura particolarmente pregiata. Nella seconda sagrestia, lungo il perimetro ottagonale definito da G. Antonio Perreau (1852- 1856 ca.) con decorazioni di G. Pietro Giorgi, tra i suggestivi armadi neogotici è attualmente visitabile l'esposizione Sacre reliquie. Storie di santi dedicata all'immenso patrimonio di reliquie e reliquiari di varie forme e materiali appartenenti al patrimonio diocesano, provenienti dai depositi e oggi restituiti al pubblico dopo anni di oblìo. Nell'anticamera delle sagrestie, in un piccolo vano prima di salire per la visita al Libro del Maestro, è riprodotto uno scriptorium dotato di tutti gli strumenti che i monaci utilizzavano per la produzione dei codici miniati.

### Il Libro del Maestro (Codice 65)
Termina il percorso museale la sezione in cui spicca in modo particolare il Libro del Maestro (o Codice 65), modello e tesoro per la liturgia che costituisce una summa culturale medievale. Il Libro del Maestro è il volume più importante e misterioso della cattedrale nonché il più rilevante della città. La sua stesura ebbe inizio nel XII secolo. Nelle sue pagine sono contenute nozioni di astronomia e astrologia, indicazioni sui cicli lunari e sul modo in cui questi incidono sulla vita dell’uomo e sull’agricoltura, consigli e rimedi contro malattie per ogni stagione dell’anno. Il Codice illustra, attraverso splendide miniature e sequenze musicali (dette tropi), i primi drammi teatrali liturgici medievali, rappresentati in chiese e conventi come strumenti di comunicazione delle storie della Bibbia. I visitatori accedono nella penombra di una sala, accolti da una voce e da immagini che illustrano la genesi del Libro. Si varca poi la soglia della “Macchina del Tempo”: una experience room creata da Gionata Xerra, che grazie ad un integrale coinvolgimento dei sensi proietta il visitatore in un fantastico viaggio nel Medioevo, in una biblioteca virtuale da cui prende vita il racconto. Schermi touchscreen consentiranno di sfogliare virtualmente le pagine del Libro ad altissima risoluzione.

### La salita alla cupola del Guercino
Dal terzo livello del museo prende il via la salita verso la cupola. L’ascesa avviene attraverso percorsi medievali nello spessore di muratura, scale a chiocciola, sottotetti e consente continui affacci mozzafiato sia sulla città che all'interno della Cattedrale. Incontrando installazioni di artisti contemporanei, si raggiunge il sottotetto della navata centrale con accesso al loggiato del tamburo della cupola. Uno show di luci accompagna la visione del ciclo pittorico realizzato da Giovanni Francesco Barbieri detto il Guercino, tra il 1626 e il 1627, a prosecuzione del lavoro iniziato da Pier Francesco Mazzucchelli detto il Morazzone; percorrendo tutto il perimetro della cupola diviene possibile ammirare da vicino i profeti Davide, Isaia, Aggeo, Osea, Zaccaria, Ezechiele, Michea, Geremia, le lunette in cui si alternano episodi dell’infanzia di Gesù – Annuncio ai Pastori, Adorazione dei pastori, Presentazione al Tempio e Fuga in Egitto – e otto affascinanti Sibille. Scendendo sul lato opposto a quello di salita, si trova la sezione dedicata ai restauri di fine Ottocento con esposizione degli elementi allora smantellati, tra cui torciere, sculture, lapidi, parti di altari. L’accesso all’interno del campanile consente di ammirare dal basso l’imponente struttura muraria e l'alternarsi degli elementi lignei interni su cui poggia anche la scala di salita.

## Mostre temporanee
- Esposizione temporanea  Sacre reliquie. Storie di Santi, Museo Kronos, sagrestie superiori, dal 22 settembre 2018 (in corso)
- Custos - Carte e tracce per custodire la memoria, sottotetto del transetto sinistro della Cattedrale, nell'ambito della mostra I misteri della Cattedrale, 17 aprile - 7 luglio 2018.
- I misteri della cattedrale. Meraviglie nel labirinto del sapere, Museo Kronos, Cattedrale di Piacenza, 7 aprile - 7 luglio 2018
- Astro del Ciel. Gesù Bambino nelle immagini della collezioni Ziliani (secoli XVII-XX), a cura di Susanna Pighi, Piacenza, Kronos – Museo della Cattedrale, 15 dicembre 2017 – 14 gennaio 2018
- Guercino a Piacenza, Cattedrale di Piacenza, 4 marzo - 4 luglio 2017
- Rinascere dal dolore. Da AMEI un'opera di Claudio Parmiggiani, AMEI, Piacenza, Kronos Museo della Cattedrale, dal 20 maggio 2017 al 3 giugno 2017
- Il dipinto ritrovato. La Madonna in adorazione del Bambino  restituita a Castell’Arquato, Piacenza, Kronos Museo della Cattedrale, 20-27 maggio 2017
- San Rocco e altri santi pellegrini. Stampe devozionali dalla raccolta Ziliani (secoli XVI-XX), a cura di Susanna Pighi, Piacenza, Kronos – Museo della Cattedrale, aprile-maggio 2016
- Piace Lift, salita al campanile della cattedrale, Piacenza, 1 maggio - 31 ottobre 2015
- Il core mi dice tante cose… Letterine di Natale dalla collezione Ziliani, a cura di Susanna Pighi, dicembre 2014-gennaio 2015, Piacenza Palazzo vescovile